# L'algoritmo del parcheggio
L'algoritmo del parcheggio è un saggio scientifico scritto da Furio Honsell nel 2007. Il libro analizza matematicamente diversi momenti della vita quotidiana di ogni persona.

## Trama
In questo saggio scientifico Honsell vuole dimostrare la presenza costante della matematica nella vita quotidiana di ogni persona. Il saggio nonostante affronti diverse questioni in maniera rigorosamente scientifica è comunque ricco di ironia. 
L'autore per confermare la sua tesi descrive la giornata tipo del signor I.C.S (Io Che Sononegatoperlamatematica) il quale però una mattina inizia a vedere la vita sotto un punto di vista più scientifico. Durante l'analisi della giornata Honsell affronterà vari problemi come ad esempio:
ci si bagna di più correndo o camminando? 
Infine l'analisi matematica si riversa sui proverbi e nelle poesie con l'obiettivo di dimostrare come anche nella letteratura la matematica sia un elemento imprescindibile.

## Edizioni
- Furio Honsell, L'algoritmo del parcheggio, Mondadori, 2007, ISBN 978-88-04-56725-7.